# Phaonia arida
Phaonia arida är en tvåvingeart som beskrevs av Zinovjev 1983. Phaonia arida ingår i släktet Phaonia och familjen husflugor.
Artens utbredningsområde är Mongoliet. Inga underarter finns listade i Catalogue of Life.